# Bryophaenocladius niger
Bryophaenocladius niger är en tvåvingeart som beskrevs av Albu 1974. Bryophaenocladius niger ingår i släktet Bryophaenocladius och familjen fjädermyggor. Inga underarter finns listade i Catalogue of Life.